# Gloucester Rugby
El Gloucester Rugby es un equipo británico profesional de rugby con sede en la ciudad de Gloucester, Inglaterra y que disputa la Premiership Rugby, la máxima competición de aquella nación.

## Historia
El club tiene su sede en la localidad de Gloucester, situada en el oeste de Inglaterra, cerca de la frontera con Gales. Juega sus partidos como locales en el Estadio Kingsholm, con capacidad para 16 500 espectadores.
El club se fundó en 1873, y sus primeros años estuvieron marcados por el alto porcentaje de victorias en sus partidos. En su momento se sancionó a Gloucester Rugby acusándosele de profesionalismo cuando el rugby era un deporte puramente amateur. Fue la época en la que clubs del norte de Inglaterra decidieron profesionalizarse, divorciarse del Rugby Union, y crear la Rugby League con nuevas normas y profesionalismo. Muchos de los jugadores de Gloucester Rugby emigraron al norte para jugar allí como profesionales en la nueva liga cuando el club reaccionó alineándose con la tendencia amateur.
En el siglo XX Gloucester Rugby se proclamó campeón de la primera competición oficial de Inglaterra, la copa inglesa, hoy conocida como Anglo-Welsh Cup, en su primera edición, la de 1978. El club ha ganado esta competición en 4 ocasiones.
En la competición liguera creada en la década de los 80, y que hoy se conoce como Aviva Premiership, Gloucester Rugby no ha descendido nunca de la máxima categoría, y ha protagonizado grandes actuaciones, acabando incluso en la primera posición de la clasificación al final de la temporada regular en los años 2003, 2007 y 2008; si bien a la hora de lograr el título en los playoffs, el club no ha tenido éxito. Gloucester Rugby ha sido subcampeón de la Premiership en los años 1989, 1990, 2003 y 2007.
La primera participación de Gloucester Rugby en la Heineken Cup ocurrió en la temporada 2000/01, repitió en la 2002/03, pero hasta la 2003/04 no fue capaz de pasar la primera fase. Ese año cayó en cuartos de final. En la 2004/05, la 2006/07 y 2008/09 volvió a caer en primera fase, y en la 2007/08 en cuartos. No fue en la Heineken Cup, sino en la segunda competición continental, la European Challenge Cup, donde Gloucester Rugby se hizo con su primer título europeo en la temporada 2005/06 derrotando a London Irish en la prórroga de la final por 36 a 34.
En marzo de 2011 Gloucester Rugby se hizo con su 5º título de la Anglo-Welsh Cup al derrotar en la final a Newcastle Falcons por 34 a 7.

### Rivalidades
La rivalidad de Gloucester Rugby con los equipos vecinos de Bath Rugby, Bristol Rugby y Worcester Warriors es bien conocida en Inglaterra.

## Jugadores destacados
- Ingleses: Phil Vickery (1995–2006), Andy Gomarsall (2001–2005) y Mike Tindall (2005–2014).
- Argentinos: Diego Albanese (2001–2002) y Rodrigo Roncero (2002–2004).
- Australianos: Jason Little (2000–2001), Jeremy Paul (2007–2008) y Salesi Ma'afu (2016–2017).
- Franceses: Philippe Saint-André (1996–2000) y Dimitri Yachvili (2001–2002).
- Neozelandeses: Ian Jones (1999–2001), Greg Somerville (2008–2010), Carlos Spencer (2009–2010) y Jimmy Cowan (2012–2014).
- Sudafricanos: Thinus Delport (2002–2004) y Christo Bezuidenhout (2004–2005).

## Palmarés

### Torneos internacionales
- European Challenge Cup (2): 2005–06 y 2014–15.
- Subcampeón European Challenge Cup (3): 2016-17, 2017-18, 2023-24.

### Torneos nacionales
- Premiership Rugby Cup (1): 2023-24
- Anglo-Welsh Cup (5): 1971-72, 1977-78, 1981-82, 2002-03, 2010-11
- Premiership Sevens (2): 2013, 2014
- Subcampeón Premiership (4): 1988–89, 1989–90, 2002–03, 2006–07